# Jack Milne
Jack Milne var en amerikansk speedwayförare som hade som främsta merit var att han tog ett VM-guld 1937 och ett VM-silver 1938. Även hans bror Cordy Milne tävlade i speedway. Hans främsta merit var ett VM-brons från 1937 som han tog i samma tävling som Jack vann.